# Довбыш, Емельян Георгиевич
Емельян Георгиевич Довбыш (29 сентября 1823, Екатеринодар — 13 июля 1906, Львов) — кубанский общественно-политический деятель, основатель культурно-просветительского объединения «Ять».

## Биография
Родился в семье штабного лекаря Кубанского Казачьего войска, Георгия Павловича Довбыша, погибшего во время Кавказской войны, когда Емельяну было 4 года. Мать- Елена Георгиевна Любова, дочь купца второй гильдии.

До совершеннолетия воспитывался в семье бабушки со стороны матери, проживал в городе Сарапуле. После окончания Сарапульской гимназии, поступает на юридический факультет Казанского Университета. Занимается запрещенной агитацией, за что временно высылается в Сарапул

В период с 1841 по 1845 занимается организацией и обустройством церковных приходов по всей Вятской губернии на свои средства.
Переехав в Екатеринодар в 1847, для поправки финансового положения семьи. Препопадает Екатеринодарском Мариинском училище.

В 1887 становится одним из инициаторов создания просветительской организации «Ять». Ведет миссионерскую и просветительскую деятельность по всей Кубанской области.
1903 году перенес несколько инфарктов. С этого момента до самой смерти во время путешествия на свадьбу дочери во Львов, не встает с постели.